# Olios somalicus
Olios somalicus là một loài nhện trong họ Sparassidae.
Loài này thuộc chi Olios. Olios somalicus được Lodovico di Caporiacco miêu tả năm 1940.